# Dżubb al-Dżarrah
Dżubb al-Dżarrah (arab. جب الجراح) – miasto w Syrii, w muhafazie Hims. W 2004 roku liczyło 2255 mieszkańców.